# Zygottus oregonus
Espèce
Zygottus oregonus est une espèce d'araignées aranéomorphes de la famille des Linyphiidae.

## Distribution
Cette espèce est endémique d'Oregon aux États-Unis,.

## Étymologie
Son nom d'espèce lui a été donné en référence au lieu de sa découverte, l'Oregon.

## Publication originale
- Chamberlin, 1949 : On some American spiders of the family Erigonidae. Annals of the Entomological Society of America, vol. 41, no 4, p. 483-562.